# Kruimel

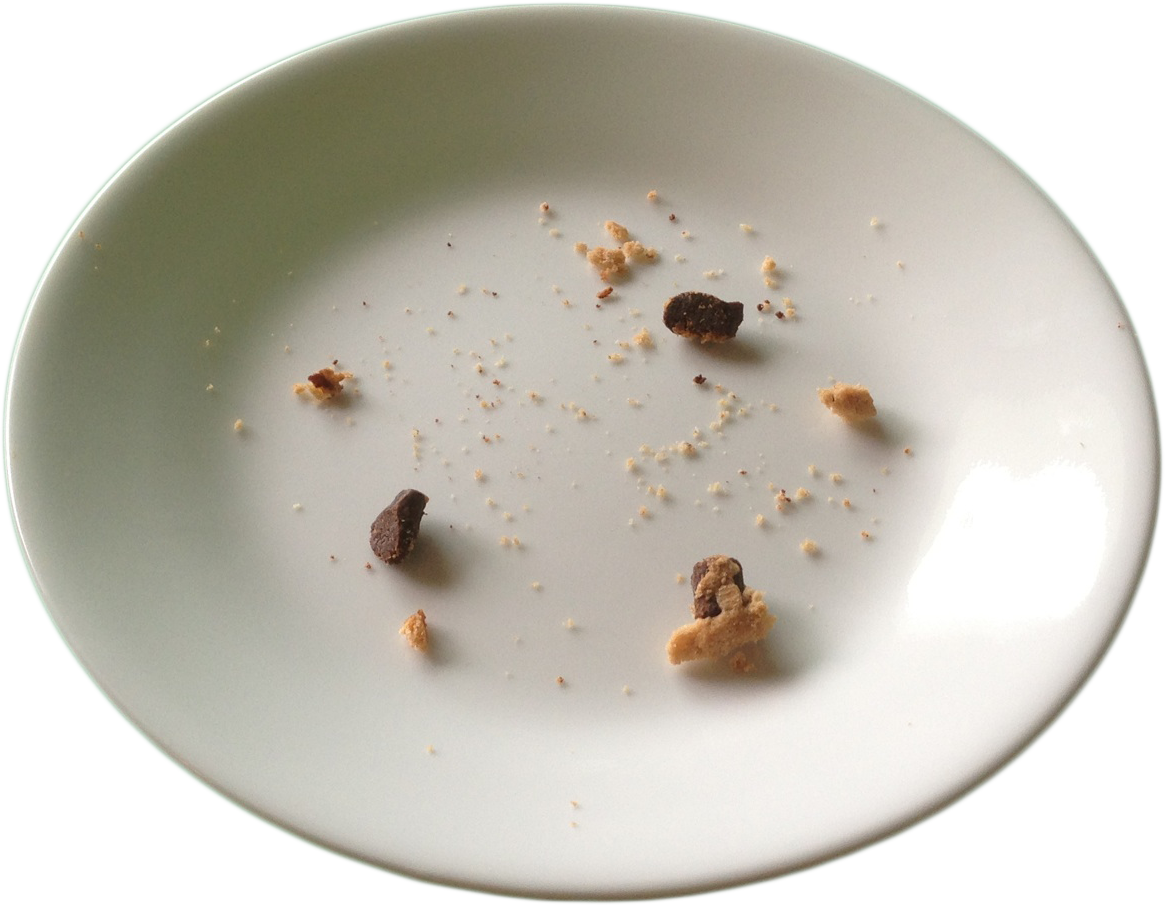
Kruimels

Een kruimel is een klein stukje eten, afkomstig van brood, koek of andere gebakken deegwaren, dat is afgebrokkeld en dan als afval achterblijft of in de voedingsindustrie wordt gebruikt als paneermeel.
Het woord werd voor het eerst in schriftelijke bronnen aangetroffen in 1526.
Veel mensen gooien kruimels in de prullenbak. Kruimels die op de grond terechtkomen trekken ongedierte aan. Ze worden om deze reden opgeruimd met behulp van een bezem, stoffer en blik, kruimeldief of in restaurants een tafelschuier. 
Een afgeleide betekenis is die als bijnaam voor een klein kind, vaak gebruikt door ouders en/of grootouders. Broodkruimelnavigatie is een benaming voor het op websites achterlaten van een spoor van kruimels.